# 묘코촌 (니가타현 나카쿠비키군 2005년)
묘코촌(妙高村)은 니가타현 나카쿠비키군에 설치되었던 촌이다. 아라이시로의 통근율은 14.7%(2000년 인구조사) 2005년 4월 1일에 묘코코겐정과 함께 아라이시에 편입해 묘코시가 개칭되었다.

## 역사
- 1955년 3월 31일  - 나카쿠비키군 세키야마촌, 오시카촌, 도요아시촌 및 하라도리촌이 합병해 묘코촌이 되었다.
- 2005년 4월 1일 - 아라이시가 본촌해 묘코코겐정을 편입과 동시에 아라이시는 개칭해 묘코시가 되었다.

## 교통

### 철도
- 동일본 여객철도
  - 신에쓰 본선

### 도로
- 국도 18호선